# Science Citation Index
Il Science Citation Index (SCI) è un indice di citazione prodotto originariamente dall'Institute for Scientific Information (ISI) e creato da Eugene Garfield. È stato lanciato ufficialmente nel 1964. Ora è di proprietà di Clarivate Analytics (in precedenza la proprietà intellettuale e scientifica di Thomson Reuters). La versione più grande (Science Citation Index Expanded) copre oltre 8.500 riviste importanti e significative, attraverso 150 discipline, dal 1900 ad oggi. Queste sono alternativamente descritte come le principali riviste di scienza e tecnologia del mondo, a causa di un rigoroso processo di selezione.
L'indice è disponibile online attraverso diverse piattaforme, come Web of Science e SciSearch. (Ci sono anche CD ed edizioni stampate che coprono un numero minore di riviste). Questo database consente a un ricercatore di identificare quali articoli successivi hanno citato un particolare articolo precedente, o di aver citato gli articoli di un particolare autore, o sono stati citati più frequentemente. Thomson Reuters commercializza anche diversi sottoinsiemi di questo database, definiti "Specialty Citation Indexes", come il Neuroscience Citation Index e il Chemistry Citation Index.

## Chemistry Citation Index
Il Chemistry Citation Index è stato introdotto per la prima volta da Eugene Garfield, un chimico di formazione. I suoi originali "esempi di ricerca erano basati sulla [sua] esperienza come chimico". Nel 1992 una forma elettronica e di stampa dell'indice derivava da un nucleo di 330 riviste di chimica, all'interno delle quali erano coperte tutte le aree. Ulteriori informazioni sono state fornite da articoli selezionati da altre 4.000 riviste. Sono state trattate tutte le sottodiscipline della chimica: organica, inorganica, analitica, chimica fisica, polimerica, computazionale, organometallica, chimica dei materiali ed elettrochimica.
Nel 2002 la copertura della rivista principale è aumentata a 500 e la copertura degli articoli correlati è aumentata ad altre 8.000 riviste.
Uno studio del 1980 riportò i benefici complessivi dell'indicizzazione delle citazioni per la chimica, esaminando l'uso delle citazioni come strumento per lo studio della sociologia della chimica e illustrando l'uso dei dati delle citazioni per "osservare" sottocampi chimici nel tempo.